# 황차
황차(黃茶)는 녹차와 비슷한 형태를 갖고 있지만 녹차에 비해 한 단계 추가적인 건조 과정이 요구되며, 찻잎을 물에 띄웠을 때 노란색을 띄는 것이 특징이다. 맛은 단맛을 띤다.

## 제조 과정
황차는 살청(殺靑), 유념(揉捻), 민황(悶黃), 건조의 과정을 거쳐 만들어진다. 살청은 잎의 효소 성분을 없애 발효를 막는 과정이고, 유념은 잎을 비비는 과정, 민황은 고온의 증기를 잎에 쐬어 찻잎에 화학변화를 주는 것을 말한다.

## 중국 황차의 종류
- 군산은침(君山銀針)
- 곽산황아(霍山黃牙)

## 같이 보기
- 녹차
- 백차
- 청차
- 홍차
- 흑차